# Wit Majewski

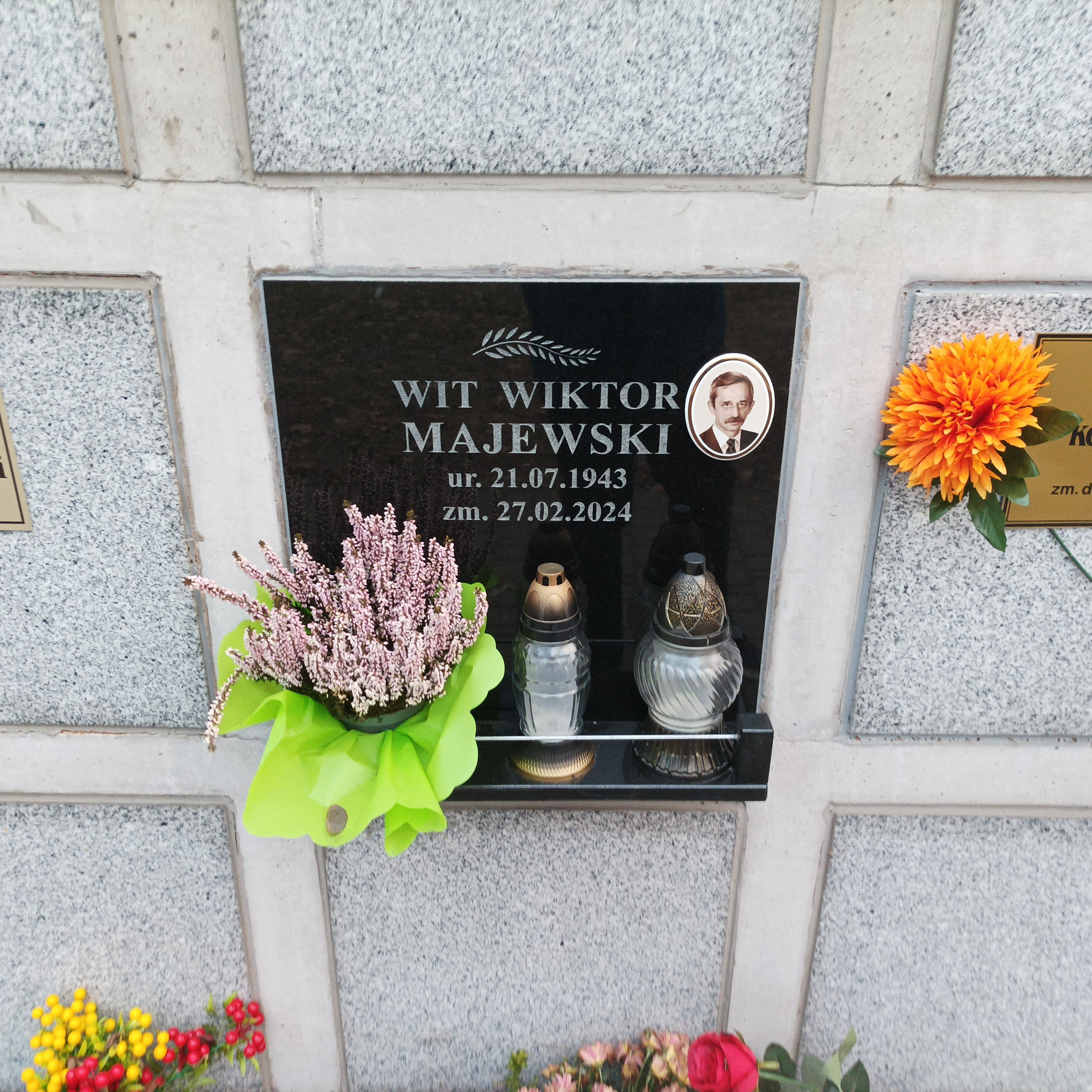
Grób Wita Majewskiego na cmentarzu komunalnym Północnym w Warszawie

Wit Wiktor Majewski (ur. 21 lipca 1943 w Janowie, zm. 27 lutego 2024) – polski polityk, działacz związkowy, nauczyciel akademicki, poseł na Sejm I, II i III kadencji.

## Życiorys
Ukończył w 1966 studia na Wydziale Prawa Uniwersytetu Warszawskiego, w 1974 uzyskał stopień doktora nauk politycznych. Od 1967 pracował w Instytucie Nauk Politycznych UW, w latach 1974–1980 był wicedyrektorem. Pod koniec lat 70. był drugim sekretarzem podstawowej organizacji partyjnej Polskiej Zjednoczonej Partii Robotniczej na Wydziale Dziennikarstwa i Nauk Politycznych UW.
Uczestniczył w obradach Okrągłego Stołu w podzespole do spraw nauki, oświaty i postępu technicznego. W latach 90. pełnił funkcję wiceprzewodniczącego Ogólnopolskiego Porozumienia Związków Zawodowych i członka zarządu głównego Związku Nauczycielstwa Polskiego. W 1991, 1993 i 1997 uzyskiwał mandat posła na Sejm z list Sojuszu Lewicy Demokratycznej, był członkiem Ruchu Ludzi Pracy. W 1999 dołączył do SLD, z ramienia tego ugrupowania w 2001 bezskutecznie ubiegał się o poselską reelekcję w okręgu siedleckim.
Został pochowany na cmentarzu komunalnym Północnym w Warszawie.

## Wyniki wyborcze
| Wybory | Komitet wyborczy  | Komitet wyborczy                          | Organ            | Okręg | Wynik |
| ------ | ----------------- | ----------------------------------------- | ---------------- | ----- | ----- |
| 1991   |                   | Sojusz Lewicy Demokratycznej              | Sejm I kadencji  | nr 2  | 4406  |
| 1993   | Sejm II kadencji  | Sojusz Lewicy Demokratycznej              | nr 31            | 4021  |       |
| 1997   | Sejm III kadencji | Sojusz Lewicy Demokratycznej              | nr 31            | 6612  |       |
| 2001   |                   | Sojusz Lewicy Demokratycznej – Unia Pracy | Sejm IV kadencji | nr 18 | 1080  |